# Villa Patella
Villa Patella, citata anche come Ca' Patella, Villa del Doge o Palazzo Patella, è un edificio storico sito a Villadose, in provincia di Rovigo.
Edificata nel XVII secolo, pur priva dell'imponente scalinata sul lato che si affaccia al naviglio Adigetto, conserva gran parte dell'austero aspetto originale, è sede dell'amministrazione comunale locale e ospita, al pian terreno, lato del piazzale che fu occupato dall'aia, il Museo della centuriazione romana. Del complesso fa parte anche il vicino oratorio, cappella gentilizia che fu per lungo tempo l'unico edificio di culto a disposizione della comunità religiosa del luogo prima della ricostruzione della chiesa parrocchiale di San Leonardo.

## Storia
La costruzione dell'edificio si deve alla volontà della famiglia Patella, costituita da mercanti e notai originari di Chioggia, qui stabilitasi dopo essere transitata per Rovigo e dopo che Borso d'Este li investì del titolo nobiliare di conte e concesse loro il controllo del feudo nobile di Villadose, anticamente appartenuto ai Conti di Padova, nel 1470.

## Descrizione
L'edificio, a pianta rettangolare e che si eleva su due piani più sottotetto, è principalmente caratterizzato dalla diversità di stile delle due facciate.
Quella a nord, un tempo la principale, addossata all'Adigetto, naviglio che consentiva un più rapido collegamento con i principali centri del Polesine, più severa, ispirata al modello ferrarese, la cui severità è mitigata solamente dal portale bugnato al primo piano, un tempo raggiungibile da una scalinata, ora scomparsa, i cui segni restano però visibili.
Quella volta a mezzogiorno, un tempo addossata all'aia e ora alla piazza recentemente dedicata ad Aldo Moro, è invece ispirata al modello veneziano, dove al piano terra è presente un porticato a cinque arcate a sesto pieno, e sul piano nobile una loggia trifora.